# Рудницький Григорій Андрійович
Григорій Андрійович Рудницький (нар. 1 квітня 1936 року, Новокиївка, Каланчацький район, Херсонська область) — кримський літературознавець, краєзнавець, спортивний журналіст, шашковий композитор, енциклопедист. Видатний пропагандист шашкового мистецтва. Визначний фахівець в творчості та житті Тараса Шевченка. Майстер спорту СРСР з шашкової композиції. Чемпіон України з шашкової композиції (1986, 2010). Член-кореспондент Академії шахового і шашкового мистецтв (Санкт-Петербург).
Володіє українською, російською, білоруською, польською мовами.
Проживає в місті Сімферополь.

## Життєпис
У Криму від 1958 року. 1963 року з відзнакою закінчив історико-філософський факультет Кримського педагогічного інституту ім. М. В. Фрунзе. Від 1964 до 2003 працював у редакціях кримських газет. Протягом 1965—1993 років — кореспондент спортивного відділу газети «Кримська правда». Восени 1965 року організував перший у кримській періодиці конкурс на кращий розв'язок шашкових композицій. У ньому брали участь і маститі — майстри спорту СРСР Микола Пустинніков (Тихвін, РРФСР), Леонід Вітошкін (Гомель, Білоруська РСР), Б. Волков (Волгоград) і початківці. Серед них — восьмикласник 6-ї сімферопольської школи Семен Беренштейн. Для майбутнього гросмейстера з композиції цей конкурс став першим.
Закінчив Кримський педагогічний інститут імені М. В. Фрунзе, історико-педагогічний факультет.
У ЗМІ регулярнно виступав з краєзнавчими замітками, статтями зі спортивної тематики. Редактор відділу газети «Кримська світлиця», шеф-редактор газети «КримСПОРТ». Автор статей в Енциклопедії сучасної України. Автор і співавтор кількох видань.
На краєзнавчі та культурологічні теми пише з 1990 року, його статті публікувалися в Австрії, Бразилії, Канаді, Нідерландах, ФРН, США.
Григорій Рудницький не забуває про свою малу батьківщину, Каланчацький район. В районній газеті «Слава праці» публікує історико-краєзнавчі статті, активно співпрацює з Каланчацькою центральною районною бібліотекою і дарує їй свої книги. Свої книги журналіст передає також і в кримські бібліотеки, зокрема в Кримськотатарську бібліотеку ім. В. Гаспринського.

## Нагороди
Лауреат всеукраїнських премій: Яра Славутича за краєзнавче дослідження «Земля степних пірамід» і Фонду Т. Г. Шевченка «В своїй хаті своя й правда, і сила, і воля» — за публікації шевченківської тематики.